# Walter David Alexander Lentaigne
Walter David Alexander Lentaigne CB, CBE, DSO, * 1899, † 1955.

## Življenje
Leta 1918 je postal častnik v Britanski Indijski kopenski vojski, v kateri je ostal do konca svoje kariere. 
Med drugo svetovno vojno je poveljeval: 1. bataljon, 4. polk gurških strelcev (1942-43); 63. (indijska) pehotna brigada (1943); 111. (indijska) pehotna brigada (1943-44); Činditi (1944-45) in 39. (indijska) pehotna divizija.
Tudi po vojni je ostal v Indiji in sicer je med letoma 1948 in 1955 bil poveljnik Štabnega kolidža Indijske kopenske vojske.
Umrl je kmalu po upokojitvi.